# Nicholas Mickelson
Pour les articles homonymes, voir Mickelson.
Nicholas Mickelson (en thaï : นิโคลัส มิคเกลสัน), né le 24 juillet 1999 à Skien en Norvège, est un footballeur international thaïlandais qui évolue au poste d'arrière droit au SV Elversberg.

## Biographie

### En club
Né à Skien en Norvège et d'origine thaïlandaise, Nicholas Mickelson commence sa carrière professionnelle à Ham-Kam.
Le 15 août 2018, Nicholas Mickelson est recruté par le Strømsgodset IF. Le joueur signe un contrat de trois ans prenant effet au mois de janvier 2019,.
Le 30 août 2021, Mickelson rejoint le club danois de l'Odense BK, pour un contrat courant jusqu'en juin 2025. Le transfert, dans un premier temps prévu à expiration de son contrat, soit en janvier 2022, est finalement acté à partir de ce mois d'août,. Il joue son premier match pour Odense le 13 septembre 2021, en étant directement titularisé lors d'une rencontre de championnat face à SønderjyskE. Son équipe l'emporte par deux buts à un ce jour-là.

### En équipe nationale
Il compte huit sélections avec les moins de 18 ans, toutes obtenues en 2017.
Avec les moins de 19 ans, Mickelson participe au championnat d'Europe des moins de 19 ans en 2018. Il joue deux matchs en tant que titulaire lors de ce tournoi et son équipe est battue par l'Angleterre lors du round intérmédiaire (3-0 score final).
Il joue son premier match avec l'équipe de Norvège espoirs le 12 octobre 2018 contre l'Allemagne. Il est titularisé lors de cette rencontre perdue par son équipe (2-1). Le 20 novembre de la même année il inscrit son premier but avec les espoirs, contre la Turquie (3-2 score final).